# Teracosphaeria petroica
Teracosphaeria petroica är en svampart som beskrevs av Réblová & Seifert 2007. Teracosphaeria petroica ingår i släktet Teracosphaeria, klassen Sordariomycetes, divisionen sporsäcksvampar och riket svampar.  Inga underarter finns listade i Catalogue of Life.